# Saprolegnia
El género Saprolegnia pertenece a la clase Oomycetes, división en la cual la mayoría de las especies son saprofitas o parasitoides. Las características comunes para sus especies son presentar zoosporas con flagelos barbulados y lisos, siendo el flagelo anterior barbulado y el posterior liso.  Saprolegnia fue bastante tiempo considerado un hongo, pero hace poco por un consenso se creó un nuevo reino, separándolo así del Reino Fungi e insertándolo en el nuevo reino, el Reino Chromista, el cual está mucho más cerca de las algas que de los hongos. Este Reino está representado además por las algas pardas y las diatomeas. La confusión que existía era debido a que Saprolegnia contiene características de los hongos como la presencia de hifas, y la constitución de micelio incluso creciendo en medios de cultivos para hongos. Aun así existen problemas con la clasificación de esta división, ya que internacionalmente existen muchos científicos que incluso la consideran en el Reino Protista. La importancia de trabajar con Saprolegnia es su condición de parásito en peces como la trucha y los salmónidos, siendo el causante de grandes pérdidas económicas, considerada así una molesta plaga para las empresas salmoneras. De hecho la importancia es tal que se han hecho estudios del genoma de Saprolegnia desde su ADN mitocondrial hasta la secuenciación de sus genes.

## Morfología y clasificación
•	Saprolegnia  pertenece a la clase Oomycetes, división en la cual la mayoría de las especies son saprofitas o parasitoides. Las características comunes para sus especies son presentar zoosporos con flagelos barbulados y lisos, siendo el flagelo anterior barbulado y el posterior liso. 
Saprolegnia se encuentra en el orden Saprolegniales y pertenece finalmente a la Familia Saprolegniaceae la cual tiene como características generales un micelio cenocítico muy ramificado, una pared celular principalmente de glucanos, también de celulosa en la cual aparecen septos para separar los órganos reproductores.
Los zoosporangios son largos y cilíndricos, terminales, de diámetro algo mayor que la hifa que los origina 
El género Saprolegnia se presenta formando una estructura algodonosa, y un micelio poco organizado. En el micelio aparecen zoosporocistos que presentan un tabique, y en el interior se organizan multitud de zoosporas biflageladas que buscan activamente otro huésped.
Las zoosporas se dividen en 2 tipos
- zoosporas primarias: en forma de pera, flagelos apicales
- zoosporas secundarias: reniformes, flagelos laterales dirigidos en sentidos opuestos, insertos en un surco lateral profundo.

Gametangios en general terminales, a veces intercalares, con oogonio esférico con una o varias oósferas uninucleadas y ramas anteridiógeneas alargadas, plurinucleadas, originadas en la misma hifa del oogonio o en otra hifa del mismo o distinto micelio.

## Hábitat
El género Saprolegnia, se encuentra principalmente distribuido en ambientes acuáticos, puede ser tanto saprofito como parasitoide, alimentándose así de células muertas o parasitando a peces como la trucha y el salmón, instalándose así en sus agallas. Este último caso es llamado micosis.
Saprolegnia es tolerante a grandes rangos de temperatura desde 3 a 33 °C, se encuentra preferentemente en el agua, aunque también puede habitar en suelo húmedo, Su rango de tolerancia a la sal salinidad relativa de aproximadamente 1,75% de ClNa, no soportando así concentraciones iguales o superiores a 3,5% de ClNa.

## Reproducción y comportamiento
•	Saprolegnia generalmente viaja en colonias consistentes de 1 o más especies. Ellas primero forman una masa de hifas. Cuando estas masas de hifas crecen lo suficiente se pueden ver a simple vista, el cual es llamado micelio. Las colonias son generalmente blancas, tornándose grises dependiendo de la presencia de bacterias u otros microorganismos.
•	La reproducción en el género Saprolegnia está caracterizada por un ciclo de vida diploide el cual incluye la reproducción sexual y asexual. 
•	En la fase asexual, se produce la diferenciación de esporangios en el extremo de las hifas somáticas. En los esporangios ocurre la llegada de núcleos migratorios los cuales son aislados por un septo, luego de esto se formaran tantas zoosporas como núcleos; siendo así que las primeras serán liberadas por una abertura en el ápice. 
•	 Una espora de Saprolegnia liberará una primaria zoospora. a los pocos minutos, esta zoospora se enquistará, germinará y liberará otra zoospora. Esta segunda zoospora tiene un largo ciclo durante el cual ocurre la mayor dispersión; esta continuara enquistada y liberara una nueva espora en un proceso llamado poliplanetismo hasta que ella encuentre un sustrato conveniente. Cuando un medio conveniente es encontrado, los pelos alrededor de la espora se sueltan sobre el sustrato comenzando así la fase sexual. En esta fase es el momento en el cual Saprolegnia puede causar la infección; la especie más patogénica tiene un pequeño gancho en la punta de sus pelos para incrementar su capacidad infecciosa. Una vez que esté firmemente atada, la reproducción sexual empieza con la producción de gametangios femeninos y masculinos, oogonia y anteridia respectivamente. Estas se unen y se fusionan a través de la vía de fertilización en tubos. El cigoto producido es llamado oospora

## Saprolegniay su relación con la salmonicultura
La micosis es uno de los problemas más estudiados en ictiopatología después de la patología que producen algunas bacterias, aun así la micosis afecta a un gran número de individuos, no solo produciendo disminución de las poblaciones sino también una mala calidad de los individuos infectados para la acuicultura y la pesca. Y como hemos visto en el presente artículo Saprolegnia es uno de los más problemáticos para el cultivo de salmones en Chile.

## Características de la infección
•	Como se vio anteriormente (reproducción) la fase asexual tiene característica de esparcir las zoosporas, las cuales se seguirán expandiendo con el método de poliplanetismo hasta encontrar un hospedero o sustrato conveniente, al encontrar este sustrato las especies más patógenas tienen en los pelos una especie de gancho que le permitirá adherirse al sustrato en este caso al salmón. En este punto comiera el ciclo sexual con el cual se infectara el pez. 
•	Pero que la zoospora germine y que infecte al pez no es una tarea fácil, por ello las infecciones son generalmente consecuencias de una disminución en las defensas del pez probablemente provocada por una caída de temperatura en el agua. Esta produce una reducción en la secreción de moco y una baja en la formación de anticuerpos. Por otra parte un aumento de la temperatura en el agua a los peces de agua fría, también los afecta ya que acelera el proceso de multiplicación de Saprolegnia.
•	 Otro factor importante es la aparición de heridas en la epidermis, debido a perder mucus protector, lo cual puede deberse a que el pez se lastime con alguna superficie cortante como por ejemplo piedras puntiagudas, alguna pelea entre especies no compatibles, etc. En ciertos peces se puede observar como se toman de la boca y luego de unas 24 h aparecen zonas algodonosas.
•	Otra causa puede deberse al estrés el cual causa un exceso de corticosteroides en la sangre lo que ocasiona una deficiencia proteica y ésta a su vez no permite la producción de anticuerpos y de mucus.
•	Una vez que las esporas se posan en un punto de la piel, germinan y atraviesan la epidermis, llegando a la dermis donde se desarrolla el micelio de Saprolegnia. Al parecer sus hifas segregan alguna toxina ya que se observan gran cantidad de células muertas (necrosis) alrededor de ellas. A partir de ahí se extiende por toda la dermis colonizando todo el cuerpo del pez. Esto produce un desequilibrio osmótico con pérdida de electrolitos y le impide mantener el volumen de sangre circulante. El pez muere por fallo circulatorio.
•	 En ciertos casos se han detectado invasión de la hifas hacia músculos y órganos internos. En los casos en los que el hongo coloniza las branquias, al fallo circulatorio se le suma una insuficiencia respiratoria.
•	Este hongo también se detecta en los huevos estériles que son rápidamente colonizados, al estar estos en estrecho contacto también afecta a los huevos fértiles, es por eso que algunas especies de peces separan a los que están infértiles. En el caso de que la puesta se separe de los padres, habrá que medicar como método preventivo todo el conjunto y separar los que no estén fecundados.

## Principales representantes y sus daños en la salmonicultura
•	Las enfermedades micóticas producen grandes pérdidas económicas en acuicultura. En Japón, la mortalidad anual ha llegado a sobrepasar el 50% en Salmón coho, debido a Saprolegnia parasítica Chile es el segundo productor mundial de salmón. En pisciculturas de la Quinta Región de Chile, la mortalidad de las ovas fluctúan entre un 15 a un 25%. Las investigaciones en Chile se han enfocado principalmente a la prevención y tratamiento de las ovas infectadas. Los estudios taxonómicos y de tratamiento de las diferentes especies micóticas patógenas de peces, con especial referencia al género Saprolegnia son sumamente escasos, por lo cual se hace imprescindible realizarlos.
•	Del género Saprolegnia parasitica ha sido reconocida como la principal especie patógena de organismos relacionados con hongos en peces, actuando principalmente como patógeno secundario. Otras especies de Saprolegnia, ocasionalmente, han sido implicadas en parasitosis en peces, son Saprolegnia ferax, Saprolegnia diclina, entre otras.

## Tratamientos
•	La infección por Saprolegnia es fácilmente controlada por la aplicación de verde malaquita en baños de 10 a 30 s a 66 ppm cada 2 días, un colorante que puede ser aplicado sólo o en combinación con otros fungicidas. Este colorante ha sido prohibido en gran parte de los países productores, ya que se le ha atribuido propiedades teratogénicas, volviendo Saprolegnia a ser un problema de importancia económica en las pisciculturas. 
•	Como tratamientos para acuarios a pequeña escala muchos autores sugieren principalmente mantener buenas condiciones de higiene y evitar las heridas en la piel. 
otro tratamiento en acuarios ante una aparición de los primeros síntomas recomiendan tratar a los peces con “azul de metileno”: 10 ppm por tiempo indefinido. Recordemos que el azul de metileno es un colorante y por lo tanto no deja desarrollar al hongo.
•	Otro tratamiento es el uso de permanganato de potasio a 10 ppm durante 30 a 60 min, pero como es sabido este tratamiento a veces causa problemas por ser muy residual.
•	Otros autores recomiendan sal común (cloruro de sodio) a 30 gramos por litro, pero el problema es que algunas variedades de Saprolegnia (en total 14 especies) son bastante resistentes a este tratamiento.
•	Actualmente en Chile se utiliza Bronopol al 50% para el tratamiento de afecciones fúngicas en ovas, alevines y reproductores. El tratamiento es efectuado mediante baños según las indicaciones de la ficha técnica del producto comercial utilizado.